# 명월산배 한중일 클래식
명월산배 한중일 클래식(중국어: 明月山杯中日韩围棋精英赛)은 중국 장시성 명월산문화축제의 하나로 마련된 것으로 각국의 명망 높은 바둑 원로기사들을 초청해 벌이는 이벤트 대회이다.

## 상금
- 우승 15만위안(약 2500만원), 준우승 10만위안(약 1700만원), 3위 5만위안(약 850만원).

## 대국규정
- 1회, 3회 대회는 3인 역토너먼트 방식으로, 2회 대회는 추첨에 의한 4인 토너먼트 방식으로 대회가 진행되었다.
- 중국의 CCTV배와 같은 속기 대국 방식으로 진행되며, 중국의 TV속기전은 계시기를 선수 본인이 누르는 방식으로 진행된다.
- 제한시간 없이 매수 30초 초읽기, 도중 1분 고려시간 10회.

## 대회결과
| 회수 | 연도 | 우승       | 준우승              | 3위                              |
| ---- | ---- | ---------- | ------------------- | -------------------------------- |
| 1    | 2014 | 창하오 9단 | 다케미야 마사키 9단 | 조훈현 9단                       |
| 2    | 2015 | 조훈현 9단 | 린하이펑 9단        | 다케미야 마사키 9단 녜웨이핑 9단 |
| 3    | 2016 | 창하오 9단 | 이창호 9단          | 요다 노리모토 9단                |